# يعقوب التبريزي
يعقوب بن جعفر بن محمد حسين النجفي الحلي المعروف بـالتبريزي (1854 - 7 سبتمبر 1930) (1270 - 1349 هـ) فقيه شيعي وشاعر عراقي. ولد في النجف وتعلم بها. كان عميد الرابطة الأدبية في النجف. وهو والد محمد علي اليعقوبي، وإليه نسبته اليعقوبي. له ديوان شعر ومؤلفات. 

## سيرته
هو يعقوب بن جعفر بن محمد حسين بن إبراهيم النجفي الحلي المعروف بـالتبريزي وليس تبريزي. ولد سنة 1270 هـ/ 1854 أو يقال 1267 هـ في النجف. وهو والد محمد علي اليعقوبي. تخرج في الأدبيات على إبراهيم الطباطبائي النجفي . تخرج في الوعظ على يد جعفر التستري وفي الأخلاق على حسين قلي الهمداني وكان من الملازمين له واخذ مبادئ الآداب عن إبراهيم بحر العلوم الطباطبائي ثم غادر النجف وهو ابن ثلاثين سنة فتوطن السماوة ومكث فيها خمس عشرة سنة تقريبا وانتقل منها إلى الحلة وأقام فيها كذلك وقد تخرج على يده في هذه المدة جملة من القراء المشاهير واخذوا عنه.

توفي في 14 ربيع الثاني سنة 1349 هـ/ 7 سبتمبر 1930 (قيل 1329 هـ) في النجف ودفن في وادي السلام وقد خلف من الولد أربعة محمد الحسين والمهدي والحسن ومحمد علي.

## مؤلفاته
- ديوان شعر: يحتوي على عشرة آلاف بيت، جمعه ونشره محمد علي اليعقوبي بعنوان «ديوان الشيخ يعقوب الحاج جعفر النجفي الحلّي (1270 - 1329)»
- الروضة الزاهرة، شعر شعبي

## وصلات خارجية
- في بوابة الشعراء